# Сексуално образовање
У ширем смислу, сексуално образовање обухвата све врсте образовања о људској сексуалној репродукцији и сексуалном понашању. Укључује и формално образовање у школама, али и неформалне утицаје током сексуалног развоја. У смислу репродуктивног здравља, планирања породице или превенције сексуално ризичног понашања, сексуално образовање је део великог броја социјалних услуга и има за циљ пре свега, здраво потомство и смањење сексуално преносивих болести.